# Unión Ciclista Navarra
La Unión Ciclista Navarra es un club  de ciclismo de Navarra (España), fundado en 1924. Es el organizador de las principales pruebas ciclistas de Navarra.

## Historia
El club fue fundado el 1 de mayo de 1924, con el fin de fomentar el ciclismo en Navarra, en vista de la grata impresión que dejó entre los deportistas una carrera organizada por el "Lagun Artea", que fue el primer Circuito de Pamplona. Con el paso del tiempo se ha convertido en el club más importante de la historia del ciclismo navarro. En el momento de su fundación, se inscribieron más de treinta socios. Su primer presidente fue Antonio Gárriz, quien tuvo como tesorero a Víctor Pascual, un hombre que fue clave en el ciclismo navarro y fue el propietario del Sporting Club Navarro. Su primera sede estuvo en el Paseo de Sarasate de Pamplona. La primera carrera la organizó once días después de su fundación. La UCN cesa en su actividad a finales de 1925 para volver, de forma ininterrumpida hasta nuestros días, en 1933.